# Katodna cev
Katodna cev, ki jo je izumil Karl Ferdinand Braun, je prikazovalna naprava, ki je bila uporabljena v večini monitorjev, televizij in osciloskopov. Katodna cev, razvita iz dela Phila Farnswortha, je bila uporabljena v večini televizij do poznega 20. stoletja in prihoda plazemskih zaslonov, zaslonov s tekočimi kristali (LCD), DLP, OLED zaslonov in ostalih tehnologij.

## Zgodovina razvoja katodne cevi
Začetek razvoja, ki je pripeljal do izuma katodne cevi, sega v leto 1855, ko je nemški fizik Henrich Geissler razvil živosrebrno črpalko. Ta je omogočala doseganje vakuuma v ceveh, predhodnicah katodne cevi. Prvo katodno cev kot prikazovalno napravo (predhodnico kasnejšega televizorja) je izumil Karl Ferdinand Braun leta 1897.
Prvotna različica katodne cevi je bila hladno-katodna dioda, spremenjena Crooksova cev z zaslonom, prevlečena s fosforescenčno snovjo, včasih imenovana Braunova cev. Prvo različica, ki je uporabljala vročo katodo, sta razvila J. B. Johnson (Johnsonov šum) in H. W. Winhart, komercialen produkt pa je postala leta 1922.
Leta 1934 je podjetje Telefunken iz Nemčije proizvedlo prvo električno televizijo s katodno svetlobno cevjo.

## Opis naprave
Katodni žarki so tok elektronov visoke hitrosti, ki jih oddaja segreta katoda v vakuumski cevi.
V katodni cevi so elektroni natačno usmerjeni v žarek, ki ga proti vidnem koncu (anoda), ki je prekrit s luminiscenčnim materialom, odbijata magnetno ali električno polje. Ko elektroni zadenejo ta material, se odda svetloba.
V primeru televizije in sodobnih računalniških monitorjev se celotna sprednja stran izrisuje s fiksnim vzorcem, imenovanim raster, slika pa se ustvari z moduliranjem curka elektronov glede na video signal televizijskega programa. Ker curek elektronov zadane le majhen del zaslona na sredini, ga je potrebno usmeriti po celotni površini zaslona. Za to se uporabljata dva seta elektromagnetov, nameščena na vratu katodne cevi: eden curek odklonov odklanja v vodoravni, drugi pa v navpični smeri; tako lahko curek elektronov doseže celotno površino zaslona.
V osciloskopih je moč elektronskega curka konstanta, slika pa se izrisuje vzporedno s poljubno potjo. Navadno je vzporedni odboj curka proporcionalen s časom, navpični pa s signalom. Cev take vrste je ožja in daljša, odboj curka pa povzroči električno polje prek odbojnih plošč, nameščenih na vratu cevi. Uporaba električnega namesto magnetnega polja omogoča veliko hitrejši odklon curka.
Barvne katodne cevi uporabljajo tri vrste fosforescentnih snovi, ki specifično oddajajo rdečo, zeleno in modro svetlobo, skupaj zgoščenih v trakce ali gruče. V barvni katodni cevi so trije elektronski topovi, za vsako barvo eden, vsak pa lahko doseže samo piko ene barve, saj se elektroni, k bi v nasprotnem primeru zadeli napačno fosforescentno snov, absorbirajo.
Zunanje steklo prepušča svetlobo, ki jo ustvarjajo fosforescenčne snovi, vendar mora (pri barvni katodni cevi) ustaviti nevarne rentgenske žarke, ki nastanejo pri trku elektronskega curka z visoko hitrostjo. To je tudi razlog, da je sprednje steklo narejeno iz osvinčenega stekla. Ravno zaradi tega in zaščitnih vezij, ki preprečujejo, da bi se napetost na anodi preveč povečala, je emisija rentgenskih žarkov sodobnih zaslonov s katodno cevjo znotraj dovoljenih mej.

##### Obstojnost fosforja
Na voljo je več vrst fosforja, odvisno od potreb meritev in prikazanih aplikacij. Svetlost, barve in obstojnost osvetlitve je odvisna od tipa
fosforja, ki se uporablja za CTR ekran. Obstajajo fosforji z obstojnostjo od manj kot eno mikrosekundo, do več sekund. Dolgo obstojni fosfor 
je zaželen za vizualno opazovanje kratkih, prehodnih dogodkov. Za opazovanje hitrih in ponavljajočih se dogodkov, ki imajo visoko frekvenco,
pa je v splošnem bolj primeren fosfor z manj obstojnosti.

##### Mikrokanalna plošča
Ko prikazujemo hiter dogodek v enem posnetku, se mora žarek odbiti zelo hitro, z nekaj elektroni, ki delujejo kot vzvodi na ekran, kar vodi do
šibke ali nevidne slike na ekranu. Osciloskop CRT je narejen tako, da lahko zelo hitri signali bolj osvetljijo ekran, s tem da gre elektronski
žarek skozi mikrokanalno ploščo tik preden se dotakne ekrana. Zaradi fenomena sekundarnih emisij ta plošča multiplicira število elektronov,
ki dosežejo fosforjev ekran. To predstavlja pomembno izboljšavo osvetlitve, občutljivost in velikost spota.

##### Merilne ploščice
Večina osciloskopov ima, kot del vidnega ekrana merilne ploščice, ki daljšajo meritve. Merilne ploščice so lahko trajno označene znotraj fronte
CRT- ja, lahko pa so transparentne, na zadnji plošči. Zunanje merilne ploščice so navadno narejene iz stekla ali akrilne plastike. Prednost notranje merilne ploščice je v tem, da odstrani napake, pri razločevanju. Vendar se je za razliko od zunanje merilne ploščice ne da spremeniti za sprejem
različnih vrst meritev.  Osciloskop pogosto od strani osvetljuje merilno ploščico, kar izboljšuje njeno vidnost v temnih prostorih.

## Katodna cev v televizorjih in monitorjih CRT
Zasloni CRT in TV zasloni klasičnih televizorjev so si med seboj precej podobni, saj oboji delujejo po načelu katodne cevi. Monitorji CRT so po njen dobili celo ime, saj je kratica CRT okrajšava za cathode-ray tube. Katodna cev v teh napravah je sestavljena iz katode, anode, prevodnega premaza, fosforjevega premaza in snopa elektronov. Katoda je segreta nitka v stekleni cevi, v kateri je vakuum. Snop svetlobe tvori skupina hitro premikajočih se elektronov, ki »pobegnejo iz nitke«. Anoda jih s svojo privlačnostjo pospeši in ustavi vse, ki odstopajo od osnovnega snopa. Le-ti elektroni nato »zletijo« skozi vakuum in udarijo ob drugo stran cevi, premazano s fosforescentno snovjo, ki ob trku zasveti. Da elektroni padejo na poljubno točko na ekranu, poskrbita tuljavi, ki sta naviti okrog katodne cevi in s pomočjo spreminjanja magnetnega polja povzročata, da se elektroni odklonijo, kamor je treba. Prva tuljava skrbi za vertikalen, druga za horizontalen odklon. S spreminjanjem napetosti lahko tako elektronsko snop odklonimo na katero koli točko na zaslonu.
Na zaslonih s katodno cevjo se v primeru, da ni poskrbljeno za zaščito, na površini zaslona nabira statična elektrika. Čeprav to ne predstavlja nevarnosti, lahko vodi do občutnega zmanjšanja kvalitete slike, saj zaslon zaradi statične elektrike privlači prašne delce. Če zaslon ni redno čiščen s suho ali posebej zato namenjeno krpo (uporabna navadnih gospodinjskih čistil lahko poškoduje zaščitne plasti na zaslonu), se po nekaj mesecih svetlost in čistost slike vidno zmanjšata.
Glavne razlike med CRT in klasičnim televizijskim zaslonom so v kvaliteti izrisovanja slike ter v zapletenosti in natančnosti elektronskih vezij.

## Nove tehnologije
Zelo verjetno je, da bodo tehnologije kot so plazemski zasloni, zasloni s tekočimi kristali in druge nove tehnologije sčasoma povsem zamenjale zaslone s katodnimi cevmi, saj so novi modeli čedalje cenejši, manj obsežni in porabijo manj energije. V letu 2005 računalniški zasloni s tekočimi kristali (LCD) že zasedajo večino trga pri zaslonih. Kljub vsemu pa CRT zasloni višjega kakovostnega razreda zaradi boljšega kontrasta in večje barvne točnosti ostajajo priljubljeni pri oblikovalcih, tiskarjih in v ostalih vejah grafične industrije.

## Nevarnosti
Nekateri verjamejo, da elektromagnetno polje, ki ga sevajo zasloni s katodno cevjo, predstavljajo nevarnost za zdravje in funkcioniranje živih celic. Izpostavljenost temu polju je veliko manjša na razdalji, večji od 85 centimetrov. Sevanje je tudi manj intenzivno za uporabnika zaslona, kot za osebo, ki se nahaja za zaslonom.
Zasloni s katodno cevjo sevajo tudi zelo majhno količino rentgenskih žarkov, ki so rezultat obstreljevanja fosforescenčnih snovi s curkom elektronov. Večino tega sevanja blokira debelo svinčeno steklo, tako da je količina sevanja, ki se prebije skozi to steklo, večinoma neškodljiva. 
Konstantno osveževanje zaslona lahko pri fotoobčutljivih epileptikih povzroči epileptični napad. Pri zmanjšanju teh efektov pomagajo posebni filtri, ki se namestijo na zaslon, ali pa visoka osveževalna frekvenca (nad 75 Hz).
Katodne cevi delujejo pri zelo visoki napetosti, ki lahko ostane v napravi tudi nekaj dni po tem, ko je bila katodna cev izklopljena in izključena iz električnega omrežja. V katodni cevi je vakuum, zato pri poškodbah obstaja možnost implozije.

## Predelava
V predelavi elektronskih odpadkov veljajo katodne cevi za enega najtežjih vrst za recikliranje, saj imajo razmeroma visoke koncentracije svinca in fosforja. V Sloveniji obstaja več podjetij, ki se ukvarjajo z zbiranjem odpadne električne in elektronske opreme (v nadaljevanju OEEO) in imajo za to potrebna dovoljenja. Med OEEO spadajo tudi CRT-ji, ki se od imetnikov prevzamejo brezplačno. V Združenih državah Amerike pa obstajajo podjetja, ki za prevzem CRT zaračunavajo nizko pristojbino, nakar svoje delo subvencionirajo s prodajo bakra, žic in tiskanih vezij. United States Environmental Protection Agency (EPA) vključuje zavržene monitorje CRT v svoji kategoriji »nevarnih gospodinjskih odpadkov«. 
Posvinčeno CRT steklo se prodaja za ponovno pretalitev v druge CRT, ali celo razgradnjo in uporabo pri gradnji cest.

## Prihodnost CRT tehnologije

##### Propad
Čeprav so na katodni cevi osnovani računalniški monitorji in televizije predstavljali temelj tehnologije zaslonov več
desetletij, veljajo danes za mrtvo tehnologijo. Povpraševanje po katodnih zaslonih je začelo močno upadati od leta
2000 dalje. Glavni razlog za upad povpraševanja je hiter razvoj in nižanje cen tehnologije LCD. Najprej se je
vse skupaj začelo pri računalniških monitorjih, nato pa še pri televizijskih zaslonih.
Konec proizvodnje tudi najbolj razvite CRT tehnologije ( vključuje tudi Sony in Mitsubishi linijo izdelkov) v 
letu 2010 pomeni izgubo CRT sposobnosti. V Kanadi in ZDA se je prodaja in proivodnja visoko razvitih CRT zaslonov (30inčni zasloni) končala leta 2007. Le nekaj let kasneje je iz trgovin izginil tudi cenovno ugodni 
kombinirani katodni televizijski zaslon (20- inčni zaslon z integriranim VHS in DVD predvajalnikom). V zadnjih 
petih do šestih letih je katodne monitorje in televizijske zaslone povsem zamenjala nova tehnologija, kljub temu, da njihova 
doba uporabnosti še ni potekla.
Podjetja se seveda odzivajo na trende. Trgovci na drobno, kot na primer "Best Buy", vztrajno zmanjšujejo prostor 
za CRT. Leto 2005 je Sony napovedal, da bodo ustavili proizvodnjo katodnih računalniških zaslonov. V letu 2008 je tudi
Samsung ustavil proizvodnjo novih modelov katodnih zaslonov.
Zmanjševanje uporabe katodne tehnologije pa je bilo bolj počasno v državah v razvoju. Po raziskavah ISUPPLY-a proizvodnja
LCD-jev ni presegla proizvodnje CRT-jev vse do konca leta 2007, predvsem zaradi velike proizvodnje CRT na Kitajskem.
V Veliki Britaniji je "DIXOUS", največji trgovec z električnimi aparati, poročal, da je prodaja CRT zaslonov konec
leta 2004 predstavljala 80-90% vseh televizijskih zaslonov, leta 2005 pa samo še 15-20%. Podjetje je prenehalo
s prodajo CRT televizijskih zaslonov leta 2007.

##### Vzroki
CRT tehnologija kljub nedavnem napredku ostaja relativno težka in nerodna ter v primerjavi z drugimi tehnologijami
zavzame veliko prostora. CRT ekrani imajo precej globlje omarice glede na ploščate plazma in LCD zaslone. Zato ni praktično
imeti CRT zaslona z več kot 102 centimeterskim zaslonom, saj je celotna televizija prevelika. LCD in plazma zasloni pa zlahka 
presežejo to velikost, hkrati pa so ožji, kar je precej pomembno za potrošnike.
Nekateri proizvajalci CRT (npr. LG Display in Samsug Display) so razvili CRT tehnologijo s tanjšo cevjo. To pa pomeni 
da imajo lahko ekrani tudi samo 300mm globine.

##### Preporod na specializiranih trgih
Leta 2008 je CRT tehnologija prevzela drugo mesto v Severni Ameriki, zaradi procesa konsolizacije proizvajalcev plazma 
zaslonov.
CRT-ji so uporabni za prikazovanje slik z visoko ločljivostjo in pravilnim barvnim ravnovesjem. LCD-ji, kot trenutno
najbolj popularna zaslonska tehnologija, imajo v splošnem slabši barvni prikaz (kljub večji svetlosti), zaradi fluorescentnih
luči, ki se uporabljajo za podlago.
CRT je še vedno popularen v industriji tiskanja in oddajanja, kot tudi pri profesionalnih videih, fotografijah ter grafičnih področjih. Zasluge za to imajo boljše barve, kontrast in širši vidni kot. CRT lahko še vedno najdemo pri video igricah, predvsem zaradi visoke ločljivosti, hitrega odzivnega časa in najnižjim možnim vložkom z zamikom.